# Dos cosmonautas a la fuerza
Dos cosmonautas a la fuerza (título original en italiano: 002 operazione Luna) es una película de comedia de ciencia ficción de 1965 dirigida por Lucio Fulci. La película está protagonizada por el dúo cómico Franco y Ciccio, Mónica Randall y Linda Sini. A diferencia de la versión italiana de la película, que dura 90 minutos, la copia española de la película, estrenada en 1968, dura sólo 76 minutos.

## Argumento
Cuando una nave espacial rusa se pierde en el espacio con dos cosmonautas a bordo, las autoridades de la KGB secuestran a dos delincuentes de poca monta, Franco y Ciccio, para hacerse pasar por ellos, lanzándolos en un cohete para que puedan aterrizar a la vista del público, y llevar a creer a la población que es la nave espacial original la que había regresado. Los dos se parecen tanto a los astronautas que incluso engañan a sus esposas. Sin embargo, el plan sale mal cuando más tarde la nave espacial regresa a la Tierra intacta.

## Reparto
- Franco Franchi como Franco / coronel Paradowsky.
- Ciccio Ingrassia como Ciccio / mayor Borovin.
- Mónica Randall como Mishca Paradowsky.
- Linda Sini como Leonidova.
- María Silva
- Elena Sedlak (acreditada como Hélène Sedlak).
- Emilio Rodríguez
- Francesca Romana Coluzzi como agente rusa.
- Chiro Bermejo
- Ignazio Leone como Sergio.
- Franco Morici
- Enzo Andronico como Ivan.
- Piero Morgia como teniénte soviético.
- Lino Banfi como policía (acreditado como Pasquale Zangaria).

## Producción
El director Lucio Fulci declaró que tanto Dos cosmonautas a la fuerza como Los dos paracaidistas tuvieron que soportar más restricciones de lo habitual. Fulci explicó que ambas películas se rodaron en siete semanas. A pesar del «002» en el título original, la película no es una parodia de espías y hay pocas escenas ambientadas en el espacio exterior. Junto con I Guerrieri dell'anno 2072, esta película fue una de las dos películas en las que Fulci intentó una producción con temática de ciencia ficción.
Fulci ha proclamado que para filmar la escena donde una nave espacial despega en la película, utilizó cuatro luces y una tela negra sobre un escenario con un montón de pequeños bultos en el suelo a modo de estrellas, todo filmado en cámara lenta. Fulci se refirió a este efecto especial como «¡un motivo de orgullo para mí!». Troy Howarth, biógrafo de Fulci, comentó que la memoria de Fulci debe haber sido defectuosa, ya que afirma que esa escena de la película se hizo en su totalidad utilizando material de archivo.

## Lanzamiento
Dos cosmonautas a la fuerza se distribuyó en Italia el 25 de noviembre de 1965 y en España el 4 de agosto de 1968.